# I Čong-dže
I Čong-dže (korejsky 이정재, * 15. prosince 1972, Soul, Jižní Korea) je jihokorejský herec. Je považován za jednoho z nejúspěšnějších herců v Jižní Koreji a je držitelem mnoha cen, včetně ceny Emmy, Ceny Sdružení filmových a televizních herců, Critics' Choice Television Award a šesti Baeksang Arts Awards. Kromě své herecké kariéry je také obchodníkem, založil řetězec restaurací v Soulu a také několik dalších podniků, včetně developerské společnosti Seorim C&D. Se svým hereckým kolegou a blízkým přítelem Jung Woo-sungem vlastní několik podniků.
Debutoval jako model, poté začal svou hereckou kariéru v televizi, zejména v dramatu Sandglass (1995). Po hereckém průlomu ve filmu An Affair (1998) se jeho filmová kariéra rozjela. Ztvárnil hlavní role v různých filmových žánrech, například v dramatu City of the Rising Sun (1999), romantických filmech Il Mare (2000) a Last Present (2001), komedii Oh! Brothers (2003), akčních filmech Taepung (2005) a Daman akeseo guhasoseo (2020), thrillerech The Housemaid (2010) a Sinsegye (2013), filmu o loupeži Zloději (2012) a špionážních filmech Amsal (2015), Bitva o Inčchon (2016) a Hunt (2022). Za roli ve filmu Čtenář tváří (2013) získal Baeksang Arts Awards za nejlepšího herce ve vedlejší roli.
V roce 2021 se mu dostalo mezinárodní pozornosti díky ztvárnění hlavního protagonisty Song Ki-huna v dramatickém seriálu Hra na oliheň společnosti Netflix. Za výkon v první řadě seriálu získal uznání kritiků a obdržel několik ocenění, včetně Critics' Choice Television Award, Ceny Sdružení filmových a televizních herců a ceny Emmy, díky čemuž se stal prvním asijským a korejským hercem, který získal nominace v těchto kategoriích na všech třech ceremoniích, přičemž jeho vítězství cen se také zapsalo do historie. Roli Ki-huna si zopakoval i ve druhé řadě, která byla na Netflix přidána v roce 2024

## Život
I Čong-dže se narodil dne 15. prosince 1972 v Soulu v Jižní Koreji. Zapsal se na Dongguk University, kde v srpnu 2008 získal magisterský titul na katedře divadelního a filmového umění.
V roce 1999 byl obviněn z řízení pod vlivem poté, co se svým autem narazil do auta ve vedlejším pruhu. Bylo zjištěno, že měl v krvi alkohol, za což mu byl odebrán řidičský průkaz. Z řízení pod vlivem byl opět obviněn v roce 2002, kdy mu byl opět odebrán řidičský průkaz.
V roce 2015 potvrdil, že byl ve vztahu s Im Se-rjong, bývalou manželkou předsedy Samsungu I Če-jong.